# A・V・ウィリアムズ・ジャクソン
アブラハム・ヴァレンタイン・ウィリアムズ・ジャクソン（Abraham Valentine Williams Jackson、1862年2月9日 – 1937年8月8日）L.H.D. Ph.D. LL.D.は、アメリカ合衆国のインド・ヨーロッパ言語専門家。

## 生涯
ジャクソンは1862年2月9日にニューヨークで生まれた。1883年にコロンビア大学を卒業。1887年から1889年までハレ大学で研究活動を行った後、英語と文学の非常勤教授の職に就く。その後、コロンビア大学で新しく創設されたインド・イラン語科の教授となり、1935年まで務めた。
ジャクソンのアヴェスター語の文法に関する学識は、今日も影響力の大きい成果であると考えられている。彼はアメリカ東洋学会の会長の一人だった。

## 著作
- 『ゾロアスターの聖歌』 (1888年)
- 『アヴェスター読解』 (1893年)
- 『ゾロアスター、古代イランの預言者』 (1898年)
- 『ペルシア、過去と現在』 (1906年)